# Juan Carlos Bertone
Juan Carlos Bertone († 1938) war ein uruguayischer Fußballspieler und Trainer.

## Spielerkarriere

### Verein
Verteidiger Bertone spielte auf Vereinsebene mindestens in den Jahren 1906, 1907, 1909 und 1910 für die in jenen Jahren in der Primera División antretenden Montevideo Wanderers. 1906 und 1909 gewann der mit den Bohemios genannten Wanderers die uruguayische Meisterschaft und gehörte dabei zu den Schlüsselspielern des Teams. Er wanderte später nach Brasilien aus, wo er in den 1910er Jahren und zu Beginn der 1920er Jahre im Fußballbereich tätig war.

### Nationalmannschaft
Bertone war Mitglied der A-Nationalmannschaft Uruguays. Von seinem Debüt am 21. Oktober 1906 im Rahmen der Copa Newton bis zu seinem letzten Einsatz am 15. August 1910 bei der Copa Lipton absolvierte er nach Angaben der RSSSF elf Länderspiele. Dabei erzielte er ein Länderspieltor. Überdies kam er beim inoffiziellen Länderspiel gegen Argentinien am 30. April 1911 zum Einsatz. Er nahm mit der Celeste an der als Copa Centenario Revolución de Mayo bezeichneten Südamerikameisterschaft 1910 teil. 1910 siegte er mit Uruguay bei der Copa Lipton.

### Erfolge
- Copa Lipton: 1910
- Uruguayischer Meister: 1906, 1909

## Trainertätigkeit
Bertone betreute als Trainer die chilenische Nationalmannschaft bei der Südamerikameisterschaft 1920 und 1922.

## Sonstiges
Zu Ehren Bertones wurde in Villa Alemana am 9. Februar 1940 der Club social y deportivo Juan Carlos Bertone gegründet.